# 阿布泰國生活百貨

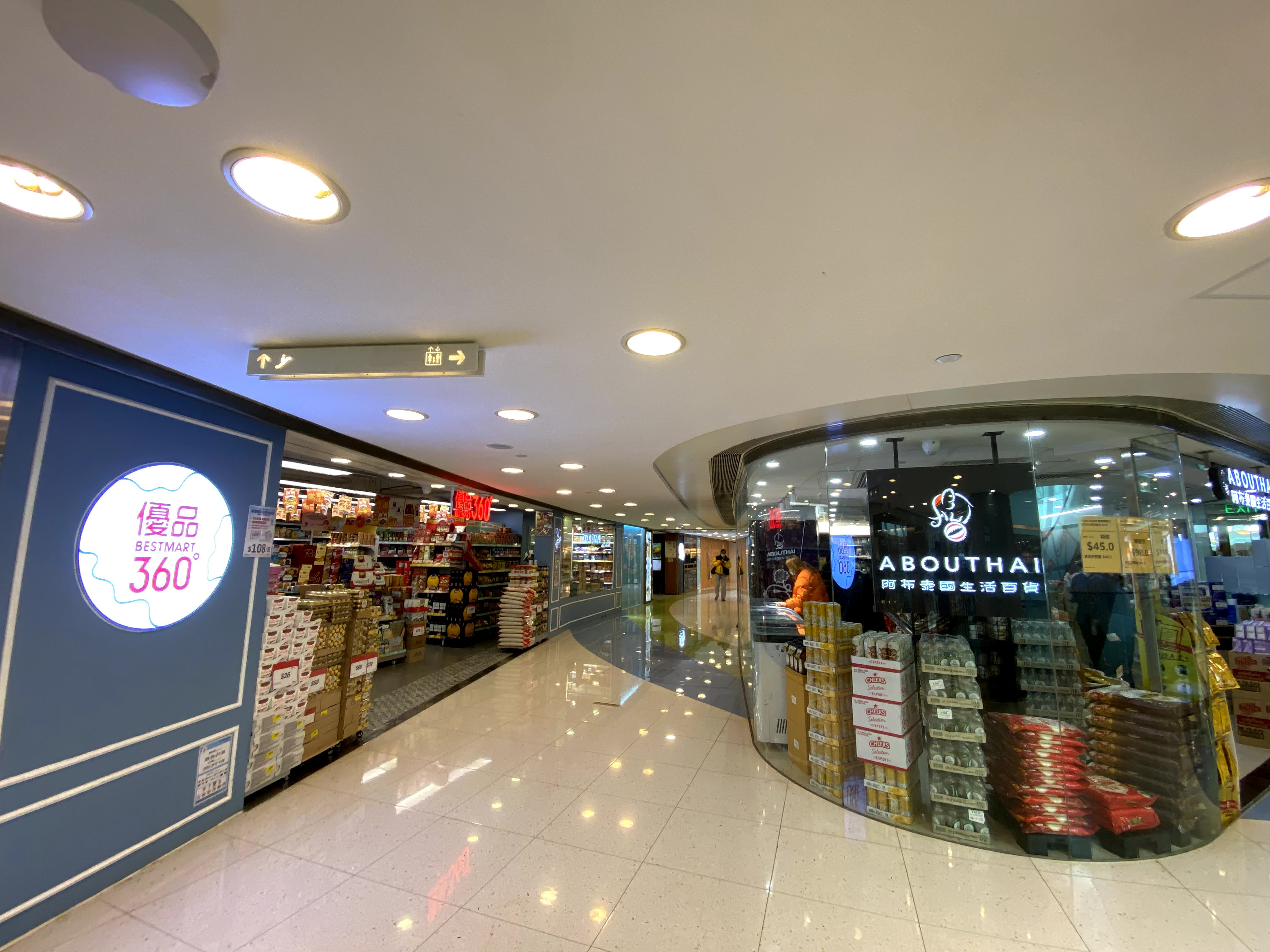
曾在屯門時代廣場的分店

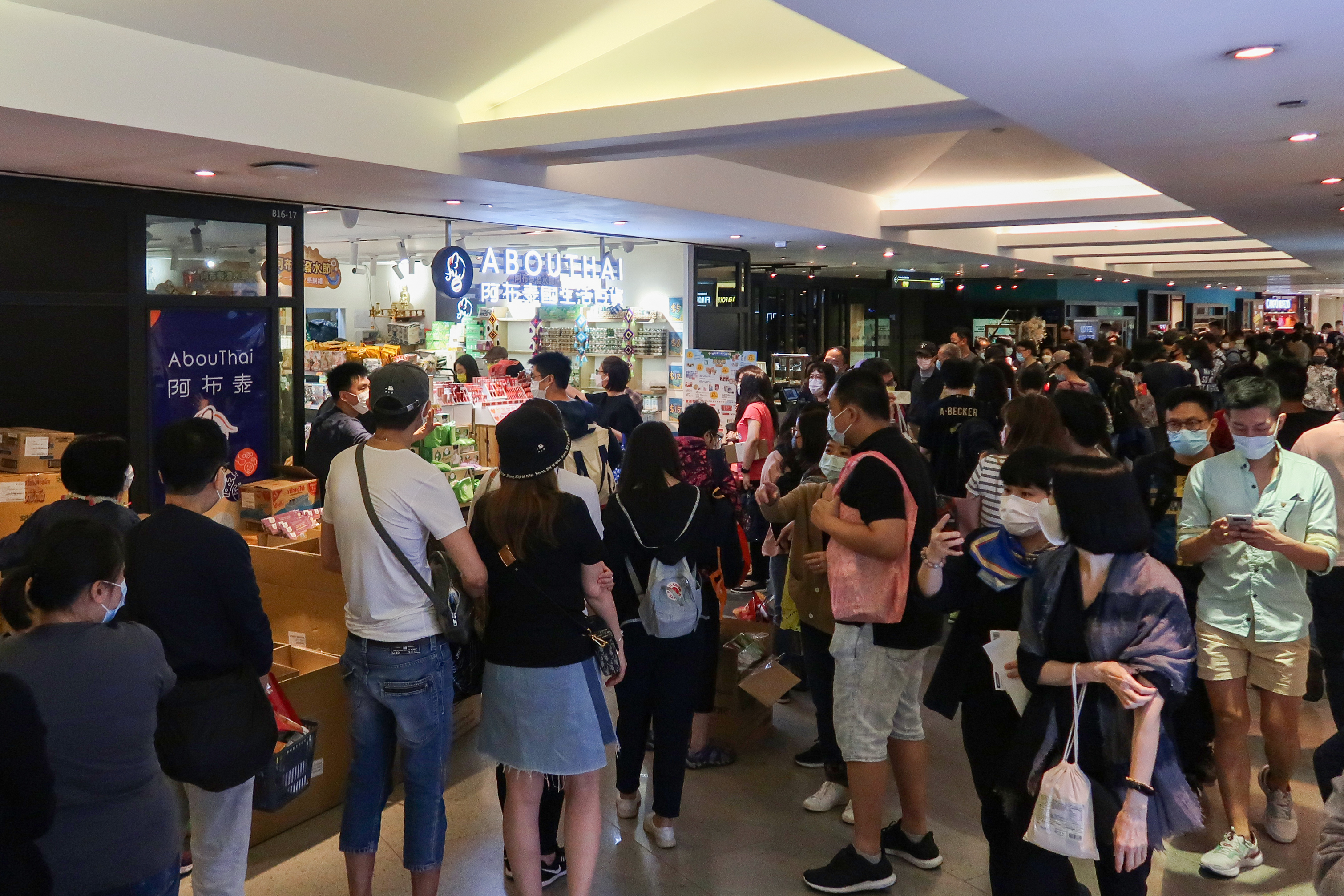
阿布泰國生活百貨被海關舉報後，金鐘廊的分店有大批市民排隊結帳

阿布泰國生活百貨（英語：Abouthai，簡稱阿布泰）曾是香港一家連鎖生活百貨專門店，由香港海關前關員林景楠及其泰籍妻子Bowie Kanokwon於2015年創辦，主要銷售來自泰國的進口零食、生活用品、健康產品及個人護理產品，現時亦有銷售香港本土產品。自2019年起，阿布泰國生活百貨不斷擴張，截至2023年8月23日賣盤予Big C前於香港共有24間分店。

## 歷史

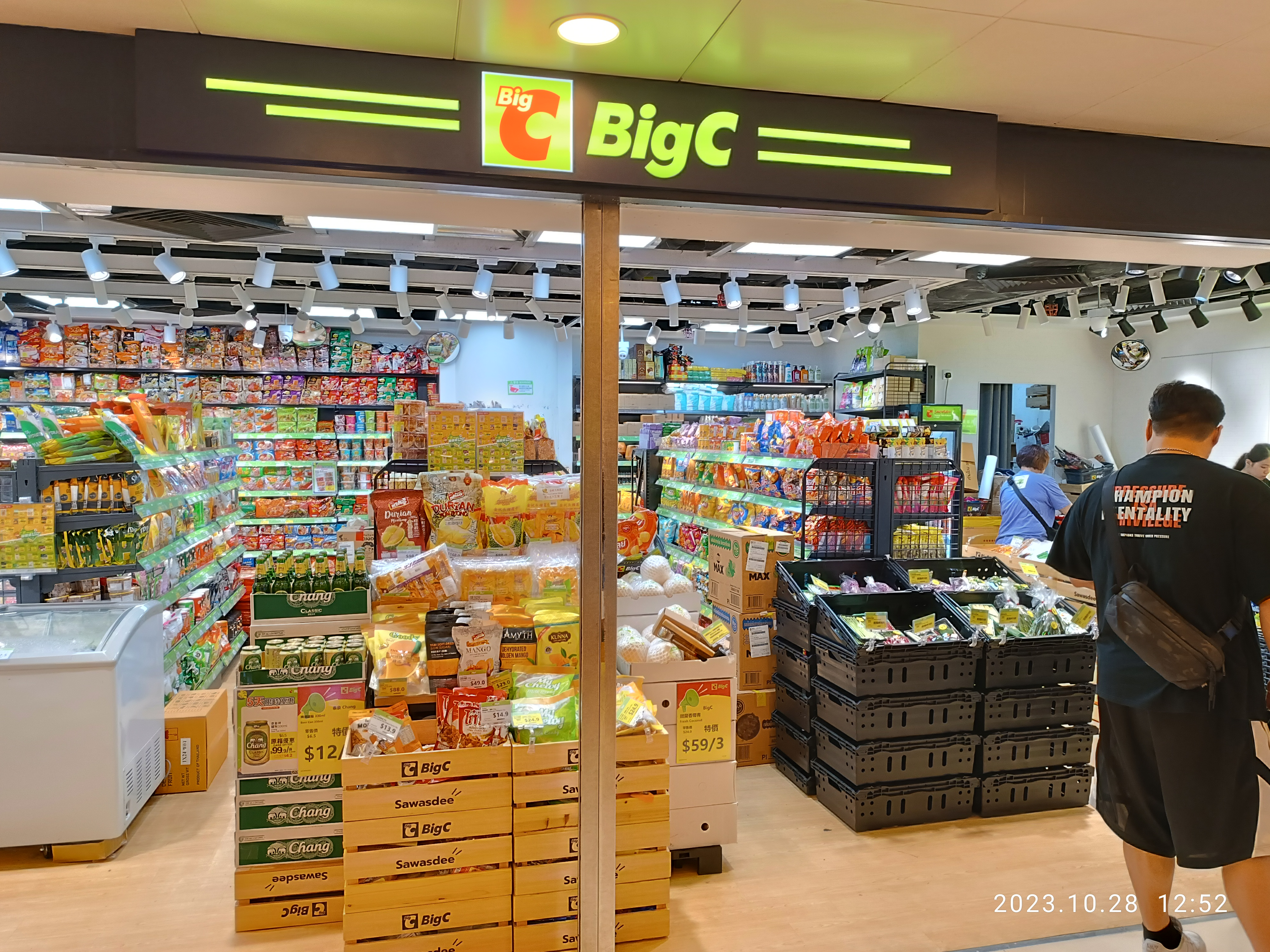
2023年8月，泰國連鎖超市Big C收購「阿布泰」在香港業務後以其自身品牌取代。

創辦人林景楠原本擔任見習香港海關關員，2015年2月因途經「光復沙田」（反對一簽多行等政策）示威現場及接受電視台訪問，表達與政府不同看法而被建制派網民起底，後來被海關解僱。
品牌於2015年創立至今其產品範圍起初以健康產品、個人護理用品及化妝品為主，其後擴展至包括零食、飲品、糧油雜貨、家庭用品、急凍食品及寢室用品等。
首間分店位於九龍城城南道，該店面積只有70平方呎，其後擴展至26間分店，位於各區公共屋邨及私人屋苑的商場及商舖。到2020年4月10日，在沙田禾輋廣場開設佔地2500呎，曾經是最大的分店。2020年6月，於荃灣及屯門開設第17及第18間分店。最大的分店為觀塘apm旗艦店，佔地約7000呎，設有燈飾、家具用品、寢具、零食飲品、美妝等多個部門，於2021年11月開幕。
2022年3月4日，首間「阿布泰便利店」在銅鑼灣駱克道開張，售賣各款急凍食品、蔬果及雜貨等。公司計劃發出特許經營權，於全港各區設街舖。
林景楠稱已於泰國買下農田，冀發展白米生產線，品牌未來計劃生產更自家品牌產品，如必需品白米及日用品、濕紙巾等。
2023年8月23日，泰國連鎖超市Big C收購「阿布泰」在香港的24間店舖，並將會以集團名稱取代其原有商標。

## 社會及政治參與
阿布泰國生活百貨創辦人林景楠以往被視為支持民主派行動的人士，並曾經參與部分反對逃犯條例修訂草案運動之抗議行動，於店舖派發良知貼紙，又於新冠病毒期間因應政府未有向前線醫護人員及公務員提供足夠物資，為這些前線人員優先提供物資。但其後因為參與2020年立法會選舉民主派初選被起訴顛覆國家政權罪，其後在審訊前認罪及成為控方證人，使原本因其政治立場而支持的人大減。

### 抗衡梁振英狙擊蘋果日報廣告商
自2018年3月，前行政長官梁振英持續狙擊《蘋果日報》的廣告商，在其個人社交網站不時鼓勵他人不要光顧有關商戶。至2019年4月，阿布泰國生活百貨於《蘋果日報》的內頁刊登全版廣告，註明「此乃全版廣告，歡迎香港人轉載」，呼應梁的行動，此舉使阿布泰國生活百貨開始為人熟悉。

### 反對逃犯條例修訂草案運動期間
2019年6月9日「守護香港反送中」大遊行後，政府堅持修例草案於周三（6月12日）交上立法會二讀，激發不少市民周三響應三罷（罷工、罷市、罷課）行動（2019年6月12日香港佔領行動）。其中得到阿布泰國生活百貨響應，東主更表示「一日生意無咗，可以做得返。但我哋原來嘅香港無咗，就再救唔返。」。
2019年7月31日，阿布泰國生活百貨宣佈，8月1及2日將進行義賣，扣除成本開支，所有收益全數撥捐612人道支援基金 ，強調在面對社會扭曲、黑白顛倒，港人必須團結、無私、堅持。

### 新冠肺炎疫情
2020年1月爆發2019冠狀病毒病中國大陸疫情，阿布泰國生活百貨取得由泰國購入的一批口罩。醫管局前線的醫護人員、邊境管制站的紀律部隊人員包括海關、入境處及衞生署職員，只需出示工作證件或委任證就可以不用排隊，可於實名登記後，優先購買口罩。結果當天阿布泰國生活百貨的14間門市均出現過千名市民排隊。不過，其做法引起部分親建制派網民不滿，聲稱該店「違反《防止賄賂條例》第3條」，向醫護人員及海關等提供優先購買口罩的權利。有網民批評阿布泰國生活百貨會因政見而拒絕出售口罩，但創辦人林景楠澄清並表示黃藍是政見，但抗疫是良知。亦因基於良知，阿布泰國生活百貨堅持以良心價售賣，與市民共渡難關。2020年2月，因應確診肺炎個案上升，阿布泰國生活百貨更於青衣城以每個港幣1元的價錢開售口罩，每人限買10個口罩。此外，品牌亦曾免費派發一萬個口罩予18歲以下大專生、中學生及所有DSE應屆考生。只要持有有效本地學生證，填寫網上表格登記即可以免費領取一份口罩（每份10片）。

### 海關惡意搜查
2021年4月8日，海關動員逾100人到25間分店及位於荃灣的貨倉進行搜查，檢獲共14款，共8,805件沐浴露、家居清潔劑及衣物漂白劑，估計市值40萬港元。33歲男董事林景楠被捕，涉未有按《消费品安全规例》在產品上貼上中英雙語警告標籤。到4月9日，海關消費者保障科總貿易管制主任陳國雄指收到舉報，指位於荃灣及沙田的分店出售多款懷疑違規的家居清潔劑，因而隨即展開調查。阿布泰在Facebook專頁為疏忽表示歉疚，但同時批評海關執法程序令人詫異。
其後市民爆買支持，多區分店的店員忙過不停，而結帳隊伍一度排出店外。人龍最長達三小時之久。部份黃店以「損己利人」的方式，跨行業跨界別全力支持阿布泰，有的將自家泡麵鴨血下架，鼓勵顧客到阿布泰消費，有的憑阿布泰收據，可用同等金額任意消費免找數，有理髮店來送頭免費處理之後，賞無可賞，還另送一次焗油。
《蘋果日報》記者發現，DONKI、價真棧、百佳旗下fusion、萬寧、日本城、759阿信屋、莎莎、卓悅、龍豐藥房等多間連鎖店同樣違規，追問海關會否執法，海關僅稱會了解，如有發現會執法。有人形容過去兩日有如「全民中文標籤檢測日」，有市民發現大生生活超市出售的部份漂白水、洗衣粉及清潔劑等均未貼中英文標籤。他拍下照片後致電政府熱線 1823 向海關舉報。
海關在4月9日至22日，共接獲400宗涉及產品安全標籤的舉報，但一直未執法，部份舉報因涉及「食品」不屬相關法例規管而未能處理。

### 變節擔任初選案污點證人
2023年2月初，民主派初選47人案開審，阿布泰生活百貨創辦人林景楠擔任控方證人。「黃店」手機應用程式「Mee 懲罰師」宣布將阿布泰所有分店下架，移居台灣的藝人杜汶澤創辦的「小杜良品」，宣布不會再供貨予阿布泰，亦有「黃店」停止供應阿布泰的現金券。。2023年2月3日和5日，旺角彌敦道640號荷李活商業中心分店兩度被男子闖入店內高聲叫囂和滋擾顧客。旺角警區反黑組經調查後，分別在多區拘捕5名青年。事隔逾5個月，5名男子在2023年7月24日於西九龍裁判法院首次提堂，被控“遊蕩導致他人擔心罪”，當中兩人為未成年男學生。案件押後至9月7日再提堂，他們獲准以現金2000元保釋。

### 欠租
2023年2月起，5間位於康怡廣場北座、淘大商場、荷李活商業中心、沙田中心及觀塘apm的分店遭業主追租，累積涉及金額約128.9萬元。

### 與「黃色經濟圈」割蓆
2023年3月22日，林景楠於Facebook上傳一張照片，聲明「香港不能亂，也亂不起」，提及「阿布泰與黃色經濟圈不再有任何關係，會繼續服務香港，說好香港故事，為香港、為國家出一分力」。立法會議員李梓敬隨即在Facebook讚賞阿布泰「回頭是岸」，並親身到阿布泰分店光顧一罐紅牛能量飲料以示支持。

## 腳註
1. ↑  售予Big C後全線改名，商號消失。

## 資料來源
1. ↑  . 香港01. 2019-07-14  [2021-03-23]. （原始内容存档于2019-07-14） （中文（繁體））.
2. ↑  ZoZo Lau. . 2020-03-21  [2020-04-18].
3. ↑  . 新假期. 2020-06-01  [2020-07-21]. （原始内容存档于2020-07-21）.
4. ↑  HKET. . 2021-11-12  [2021-11-20]. （原始内容存档于2021-11-20）.
5. ↑  . 獨立媒體. 2022-03-06  [2022-03-08]. （原始内容存档于2022-04-13）.
6. ↑  . Apple Daily 蘋果日報. 2020-05-13  [2020-07-21]. （原始内容存档于2020-07-21）.
7. ↑  . 香港經濟日報. 2023-08-23  [2023-08-23]. （原始内容存档于2020-07-21）.
8. ↑  沙半山. . 香港01. 2019-04-08  [2019-04-14]. （原始内容存档于2019-04-14） （中文（香港））.
9. ↑  . 立場新聞 Stand News.   [2020-02-16]. （原始内容存档于2021-04-12） （英语）.
10. ↑  區禮城. . 香港01. 2019-06-11  [2020-02-16]. （原始内容存档于2021-04-12） （中文（香港））.
11. ↑  . 立場新聞.   [2020-02-16]. （原始内容存档于2021-04-12） （中文（繁體））.
12. ↑  . 蘋果日報.   [2020-02-16]. （原始内容存档于2020-01-05）.
13. ↑  . 立場新聞 Stand News.   [2021-03-23]. （原始内容存档于2021-04-12） （中文）.
14. ↑  Kwok, Ling. . HK 港生活. 2020-01-31  [2021-03-23]. （原始内容存档于2021-04-12） （中文（香港））.
15. ↑  . 明報.   [2020-02-02]. （原始内容存档于2021-04-18）.
16. ↑  . 2020-02-24  [2021-03-23]. （原始内容存档于2021-04-12） （中文（香港））.
17. ↑  . 頭條日報.   [2020-02-27]. （原始内容存档于2021-04-12）.
18. ↑  . 立場新聞. 2021-04-08  [2021-04-09]. （原始内容存档于2021-04-17）.
19. ↑  . 電子版香港法例 （中文（繁體））.
20. ↑  . 香港獨立媒體. 2021-04-09  [2021-04-09]. （原始内容存档于2021-04-12）.
21. ↑  . 香港: 蘋果日報.   [2021-04-11]. （原始内容存档于2021-04-20）.
22. ↑  . 香港: 蘋果日報.   [2021-04-11]. （原始内容存档于2021-04-11）.
23. ↑  . 香港: 蘋果日報.   [2021-04-25]. （原始内容存档于2021-05-01）.
24. ↑  . 獨立媒體. 2023-02-07  [2023-02-12]. （原始内容存档于2023-05-21）.
25. ↑  . 星島日報. 2023-02-07  [2023-02-12]. （原始内容存档于2023-02-12）.
26. ↑  . 明報. 2023-07-24  [2023-07-24]. （原始内容存档于2023-07-27）.
27. ↑  . 香港經濟日報. 2023-08-23  [2023-08-23]. （原始内容存档于2023-08-23）.
28. ↑  . 明報. 2023-03-22  [2023-03-22]. （原始内容存档于2023-05-11）.
29. ↑  . 巴士的報. 2023-03-22  [2023-03-22]. （原始内容存档于2023-06-10）.

## 外部連結
- 阿布泰國生活百貨Facebook專頁（页面存档备份，存于）
- AbouThai 阿布泰國生活百貨網頁（页面存档备份，存于）
- 林景楠 MIKE LAM Facebook專頁